# Prokhasko
Prokhasko (en rus: Прохаско) és un poble del krai de Primórie, a l'Extrem Orient de Rússia, que en el cens del 2010 tenia 15 habitants.